# Tisha Waller
Tisha Waller (Estados Unidos, 1 de diciembre de 1970) es una atleta estadounidense retirada especializada en la prueba de salto de altura, en la que consiguió ser medallista de bronce mundial en pista cubierta en 1999.

## Carrera deportiva
En el Campeonato Mundial de Atletismo en Pista Cubierta de 1999 ganó la medalla de bronce en el salto de altura, con un salto por encima de 1.96 metros, tras la búlgara Khristina Kalcheva (oro con 1.99 metros) y la checa Zuzana Hlavoňová (plata con 1.96 metros).